# Dančovice
Dančovice (německy Dantschowitz) jsou malá vesnice, část obce Dešná v okrese Jindřichův Hradec v Jihočeském kraji. Nachází se asi 1,5 kilometru severovýchodně od Dešné. Dančovice jsou také název katastrálního území o rozloze 6,27 km².

## Historie
První písemná zmínka o vesnici pochází z roku 1529.

## Obyvatelstvo
| Rok            | 1869 | 1880 | 1890 | 1900 | 1910 | 1921 | 1930 | 1950 | 1961 | 1970 | 1980 | 1991 | 2001 | 2011 | 2021 |
| -------------- | ---- | ---- | ---- | ---- | ---- | ---- | ---- | ---- | ---- | ---- | ---- | ---- | ---- | ---- | ---- |
| Počet obyvatel | 139  | 173  | 152  | 144  | 162  | 204  | 183  | 152  | 159  | 134  | 94   | 71   | 71   | 50   | 47   |
| Počet domů     | 34   | 35   | 33   | 32   | 33   | 33   | 33   | 35   | 30   | 30   | 26   | 30   | 32   | 32   | 32   |

## Obecní správa
Při sčítání lidu v letech 1850–1959 Dančovice byly samostatnou obcí, se kterým patřily nejprve do okresu Dačice, ale v letech 1900–1930 v okrese Moravské Budějovice a v roce 1950 opět v okrese Dačice. Od roku 1960 jsou částí obce Dešná v okrese Jindřichův Hradec.

## Pamětihodnosti
- usedlost čp. 32
- boží muka u silnice směr Dešná

Na návsi stojí kaple, u silnice na Mešovice stojí výklenková kaplička.